# 싱크 (슬로건)
싱크(Think 또는 THINK)는 미국의 다국적 기술 기업인 IBM과 관련된 슬로건이다.

## 역사
"THINK" 슬로건은 내셔널 캐시 레지스터 컴퍼니에서 판매 및 광고 부서를 관리하던 중이던 토머스 J. 왓슨이 1911년 12월 처음 사용했다. 영감이 부족한 영업 회의에서 왓슨은 "우리 모두의 문제는 충분히 생각하지 않는다는 것입니다. 우리는 발로 일하는 대가를 받는 것이 아니라 머리로 일하는 대가를 받습니다."라고 말하며 회의를 중단시켰다. 그런 다음 왓슨은 이젤에 THINK라고 썼다.
나중에 슬로건의 의미를 묻는 질문에 왓슨은 "THINK는 모든 것을 고려한다는 의미입니다. 더 구체적으로 만들고 싶지 않습니다. THINK를 보면 그 의미를 알게 될 것입니다. 우리는 논리 과정에 관심이 없습니다."라고 대답했다.
1914년에 왓슨은 이 슬로건을 전산제표기록회사(CTR)와 그 자회사들로 가져갔으며, 이들 모두 나중에 IBM이 되었다. 자회사 중 하나인 International Time Recording은 직원과 고객을 위한 잡지 Time을 발행했으며, 1935년에 IBM은 이 잡지의 이름을 THINK로 변경했다. IBM은 이 슬로건을 계속 사용하고 있다. THINK는 IBM의 상표이기도 하다. IBM은 자사의 노트북 컴퓨터에 씽크패드, 비즈니스 지향 데스크탑 컴퓨터 라인에 씽크센터, 모니터에 씽크비전이라는 이름을 붙였다.
2018년부터 IBM의 주요 컨퍼런스는 IBM Think라고 불린다.
1997년 처음 사용된 애플의 슬로건 "Think different"(다르게 생각하라)는 IBM의 THINK에 대한 반응으로 널리 받아들여졌다.

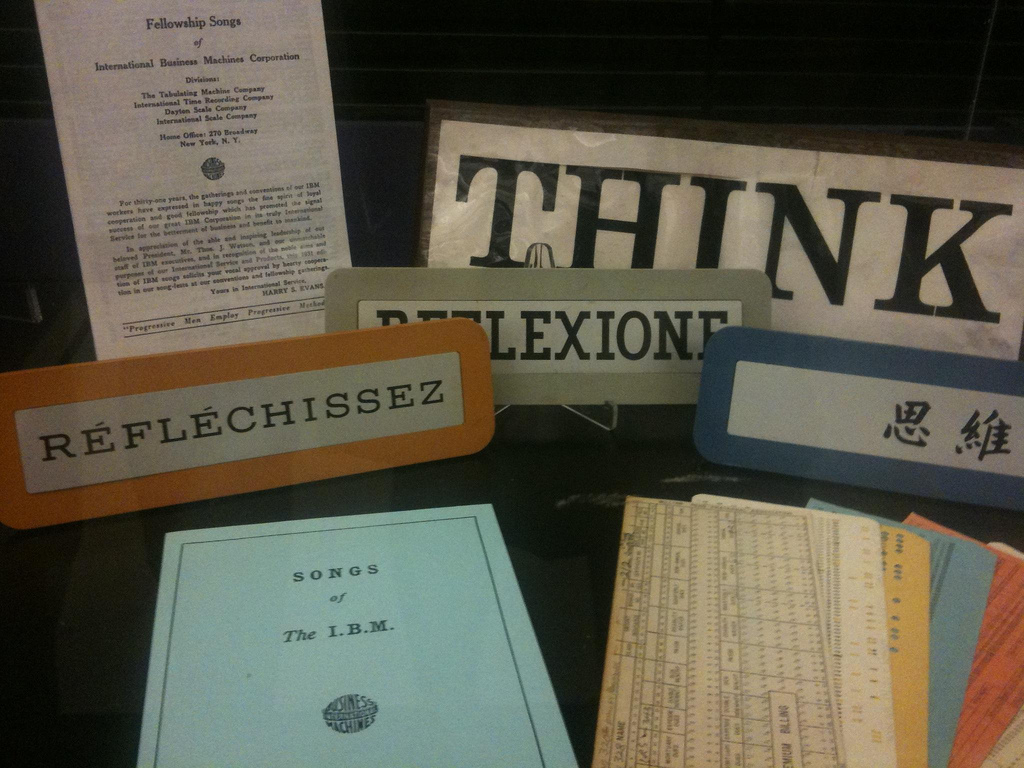
여러 언어로 된 THINK 사인
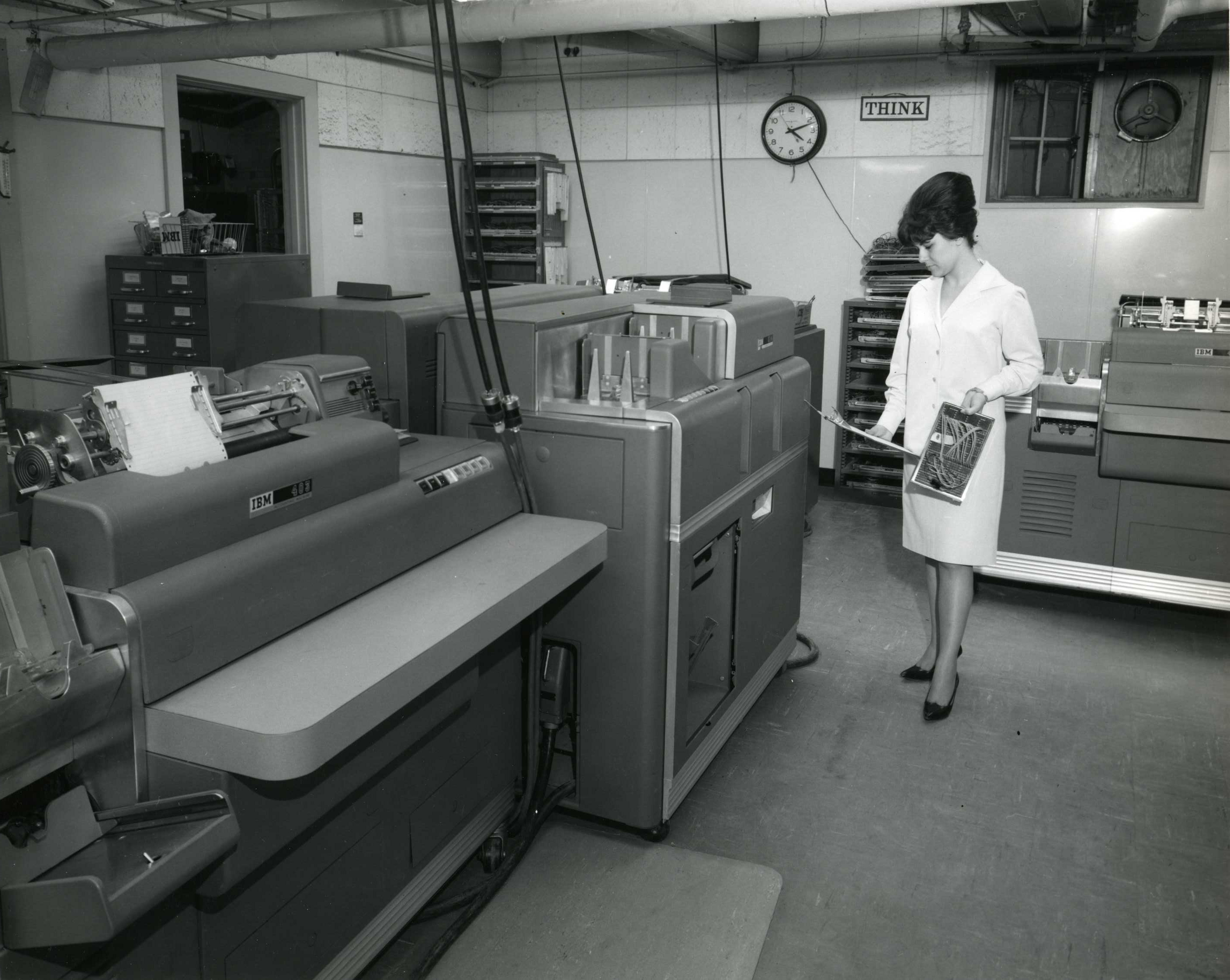
IBM 장비를 사용하는 천공 카드 데이터 처리 시설의 IBM THINK 사인,  1960경
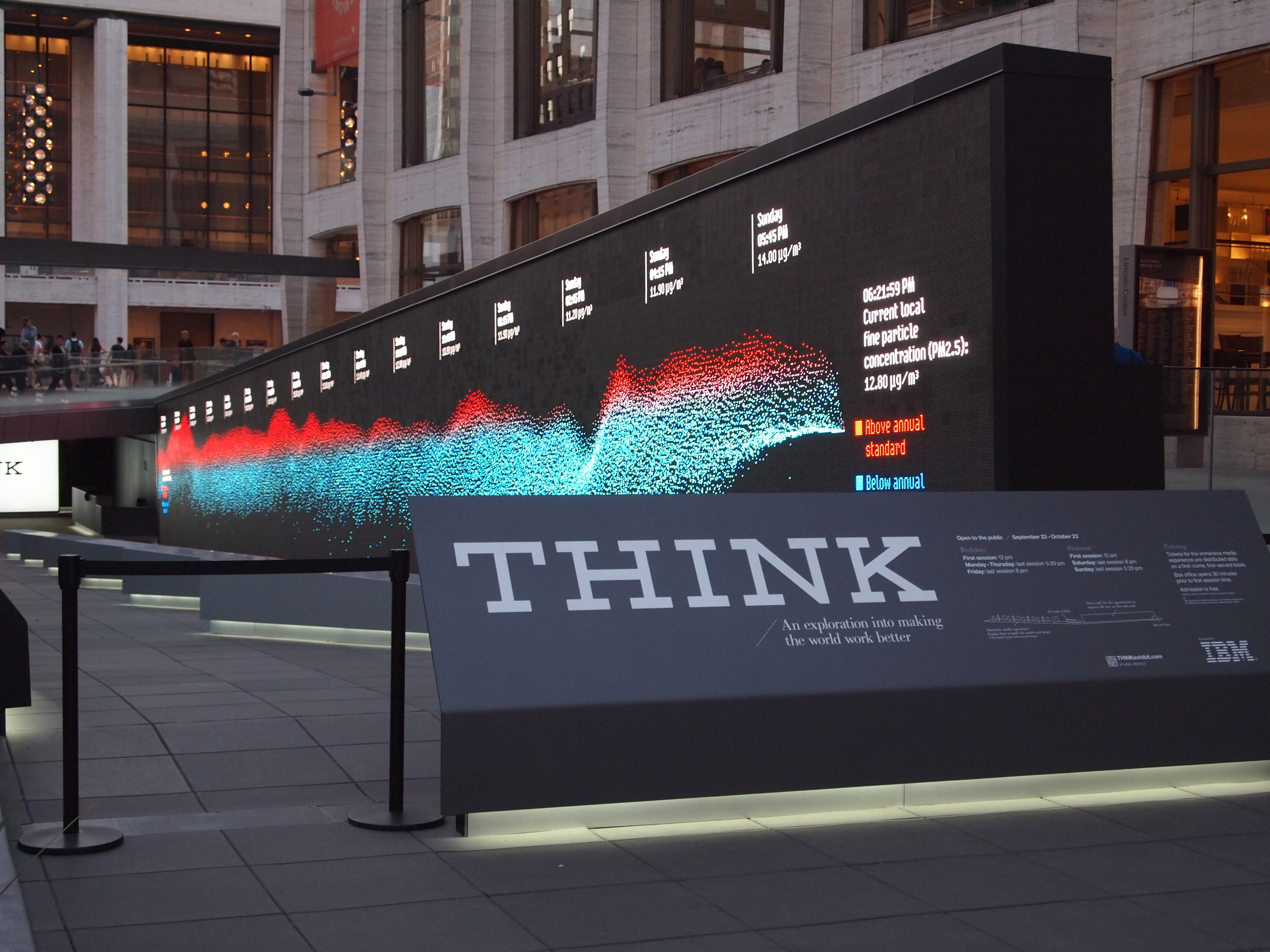
2011년 링컨 센터의 IBM Think 테마 전시
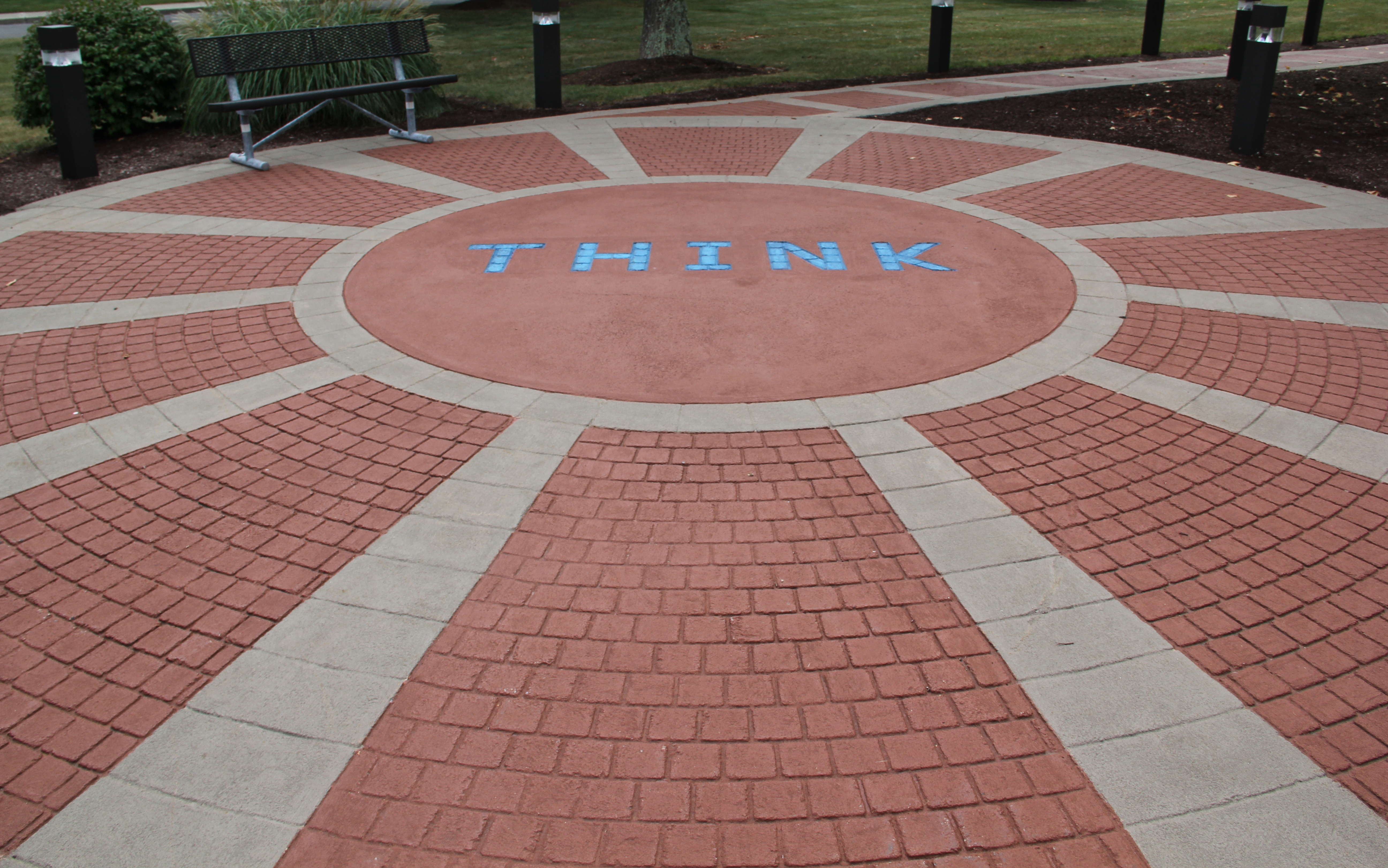
IBM 푸킵시 부지의 산책로, "THINK" 단어가 새겨져 있다.
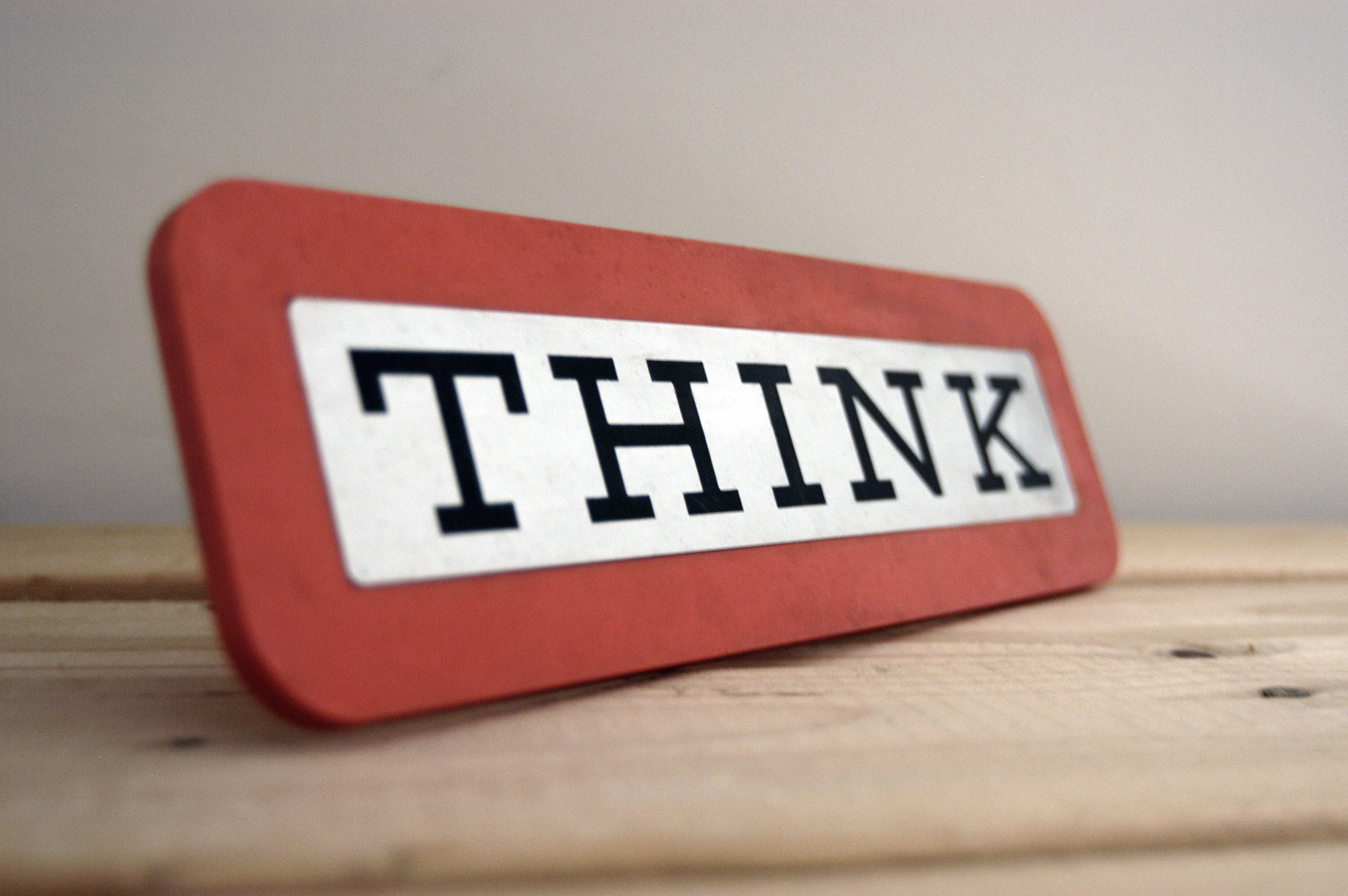
IBM Think 사인

## 같이 보기
- IBM의 역사